# Eurocephalus anguitimens
Eurocephalus anguitimens е вид птица от семейство Laniidae.

## Разпространение
Видът е разпространен в Ангола, Ботсвана, Зимбабве, Мозамбик, Намибия и Южна Африка.